# Müller (fodboldspiller)
 For alternative betydninger, se Müller. (Se også artikler, som begynder med Müller)
Luís Antônio Corréa da Costa bedre kendt som Müller (født 31. januar 1966 i Campo Grande, Brasilien) er en tidligere brasiliansk fodboldspiller (angriber), der med Brasiliens landshold vandt guld ved VM i 1994 i USA. Han spillede dog kun én af brasilianernes kampe turneringen. Han deltog også ved både VM i 1986 og VM i 1990, og her opnåede han noget mere spilletid. I alt nåede han at spille 56 landskampe og score tolv mål.
Müller spillede på klubplan for adskillige klubber i hjemlandet, primært São Paulo FC. Han havde også ophold hos blandt andet Palmeiras, Cruzeiro, Corinthians og Santos FC, ligesom han var i Italien og repræsentere Torino FC og Perugia.